# Friedrich Ferdinand von Ammon
Friedrich Ferdinand von Ammon (* 17. November 1794 in Dinslaken; † 14. Oktober 1874 in Niederdollendorf) war ein deutscher Jurist und Parlamentarier.

## Leben
Friedrich Ferdinand von Ammon stammte aus dem preußischen Adelsgeschlecht von Ammon und war der Sohn des Kriegs- und Domänenrats Johann Georg Heinrich von Ammon. Sein Großvater war preußische Gesandte im Niederrheinisch-Westfälischen Kreis Georg Friedrich von Ammon (1723–1765). Er studierte Rechtswissenschaften an der Ruprecht-Karls-Universität Heidelberg und der Georg-August-Universität Göttingen. 1813 wurde er Mitglied des Corps Guestphalia Heidelberg. 1814 wurde er Mitglied der Burschenschaft Teutonia Heidelberg. An den Befreiungskriegen nahm er 1814/15 als Offizier beim Garde-Jäger-Bataillon teil. Später gehörte er dem Düsseldorfer Garde-Landwehrbataillon an. Nach dem Studium war er 1818–1820 Auskultator und anschließend Referendar. Nach verschiedenen Richtertätigkeiten in Emmerich, Altena, Hamm, Berlin, wieder Hamm, Trier und Köln war er von 1832 bis 1835 Oberprokurator in Düsseldorf. 1835 wurde er Appellationsgerichtsrat in Köln. Von 1839 bis 1844 war er Präsident der Rheinischen Eisenbahndirektion. Vom  4. November 1848 bis 25. Januar 1849 war er Reichskommissar für Anhalt-Bernburg in der Mediatisierungsfrage. Vom 2. bis zum 7. Mai 1849 befand er sich in Sondermission des Reichsministers des Innern Heinrich von Gagern in Köthen, Bernburg und Dessau. Von 1851 bis 1855 war er Senatspräsident am Appellationsgerichtshof Köln.
Ammon gehörte 1826, 1828 und 1831 als Stellvertreter dem Rheinischen Provinziallandtag an. Von 1849 bis 1852 war er Mitglied der Ersten Kammer des Preußischen Landtags und 1850 Stadtverordneter in Köln. Von 1859 bis 1861 saß er als Abgeordneter des Wahlkreises Köln 1 im Preußischen Abgeordnetenhaus. 1841 war er Mitbegründer und von 1842 bis 1869 Vorstand des Vereins zur Vollendung des Kölner Domes. Er war verheiratet mit Clara Delius (1811–1879), Tochter des Regierungspräsidenten Daniel Heinrich Delius. Aus der Ehe kam der Sohn Karl (1835–1903, Berghauptmann).
Sein Schwager war der Landrat und Parlamentarier Ludwig Delius.
Seine nachgelassene Bibliothek wurde 1879 bei Lempertz versteigert.

## Nachlass
Der familiengeschichtliche Teil seines Nachlasses wird heute im Geheimen Staatsarchiv Preußischer Kulturbesitz Berlin verwahrt. Seine Korrespondenz befindet sich im Historischen Archiv der Stadt Köln.

## Ehrungen
- Charakter (Titel) als Geheimer Justizrat (1856)

## Schriften
- Die preußische Rheinprovinz unter der Fremdherrschaft und unter der preußischen Regierung. Köln 1862.
- Wahrheit ohne Dichtung aus meinem Leben: Erinnerungen an Fritz von Ammon. Bonn 1875 (als Manuskript gedruckt).